# رولاند فوجت
رولاند فوجت هو سياسي ألماني، ولد في 17 فبراير 1941 في غيلنهاوزن في ألمانيا، وتوفي في 19 مايو 2018. نشط حزبياً في الحزب الديمقراطي الاجتماعي الألماني وتحالف 90/الخضر. وقد انتخب ممثل الجمعية البرلمانية لمجلس أوروبا ‏ لترشحه ضمن قائمة ألمانيا، (29 يونيو 1983 – 1 يوليو 1985) وانتخب عضو في البوندستاغ الألماني خلال فترته النيابية ‏ (29 مارس 1983 – 18 يونيو 1985).